# Distrito Rural Now Bahar
El Distrito Rural de Now Bahar (en persa: دهستان نوبهار‎) se encuentra en el Distrito Central del Condado de Golbajar, provincia de Jorasán Razavi, Irán. Su capital es la aldea de Now Bahar, cuya población en el censo nacional de 2016 era de 2367 habitantes, distribuidos en 698 hogares.
En 2019, el Distrito de Golbajar se separó del Condado de Chenarán al establecerse el Condado de Golbajar, y el Distrito Rural de Now Bahar se creó en el nuevo Distrito Central.